# Essais d'établissement et de coupure d'un disjoncteur à haute tension
Des essais d'établissement et de coupure sont exigés par la norme internationale CEI 62271-100 pour démontrer les performances d'un disjoncteur à haute tension à courant alternatif. Les normes ANSI/IEEE ont des spécifications similaires qui sont harmonisées en grande partie avec celles de la CEI. 
Un disjoncteur doit être capable d'établir et de couper des courants dans des conditions normales de service (mise sous tension et hors tension de charges capacitives ou inductives) et dans des conditions anormales de service (défaut aux bornes, défaut en ligne et discordance de phases) où un disjoncteur doit éliminer un court-circuit.
Parmi ces essais, certains sont obligatoires pour tous les disjoncteurs à haute tension (e.g. établissement et coupure de défaut aux bornes) alors que d'autres ne sont exigés par les normes que s'ils sont applicables (e.g. coupure de défaut en ligne uniquement pour les disjoncteurs reliés directement à une ligne aérienne, coupure en discordance de phases).

## Généralités
Cet article ne traite que des essais d'établissement et de coupure de courants, d'autres essais sont exigés pour démontrer la conformité aux normes internationales (e.g. essais diélectriques, essais d'échauffements) , ils sont présentés dans l'article principal sur les disjoncteurs à haute tension.

### Coupure d'un courant par un disjoncteur à haute tension

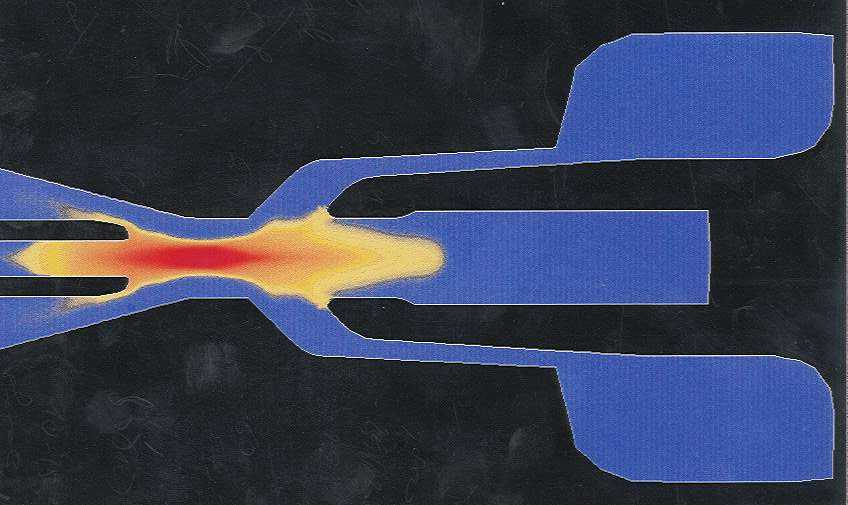
Figure 1 - Arc entre les contacts d'un disjoncteur à haute tension

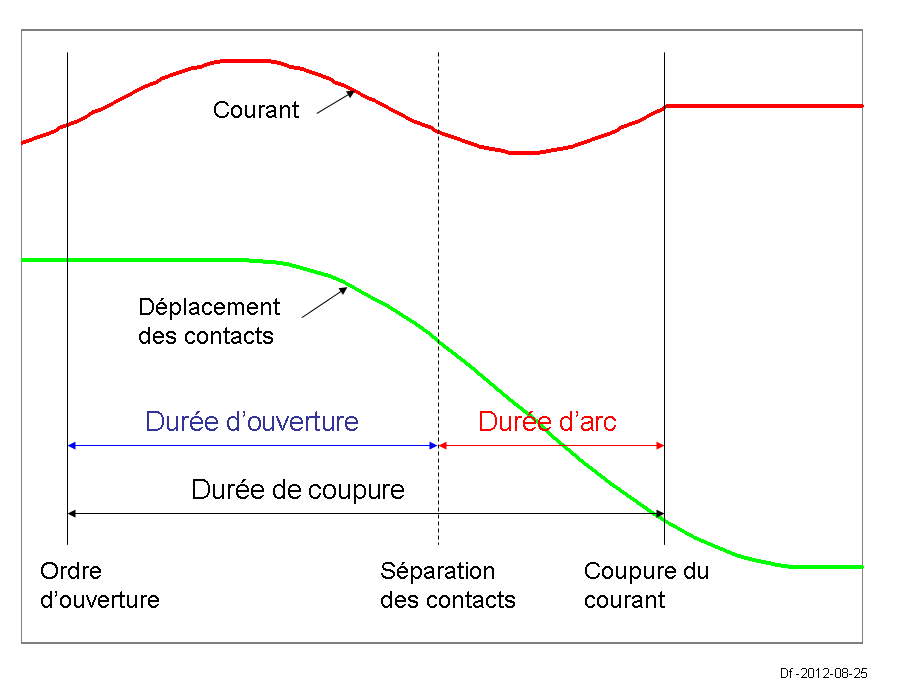
Figure 2 - Durée d'ouverture et durée d'arc

La coupure d'un courant alternatif par un disjoncteur à haute tension est obtenue en séparant des contacts dans un gaz (SF6 ou mélange de gaz) ou dans un milieu isolant tel que le vide.
Lorsque le disjoncteur s’ouvre dans un circuit parcouru par un courant, le courant continue de circuler dans un arc électrique qui est généré après séparation des contacts du disjoncteur (Figure 1). 
Dans un disjoncteur à soufflage de gaz, le courant est coupé si le soufflage est suffisamment intense pour refroidir l’arc et l’éteindre. Cette coupure s'effectue généralement au passage par zéro du courant car c'est à cet instant que l'énergie apportée par le réseau est minimale (Figure 2).
Dans le cas d'un disjoncteur avec coupure dans le vide, la coupure est réussie si la tenue diélectrique du milieu est régénérée (sans particule métallique provenant des contacts et sans aspérité sur les contacts) entre contacts au passage par zéro du courant.
La coupure d'un courant continu sous haut tension n'est possible sous haute tension que si un passage par zéro est créé artificiellement , .
La coupure est réussie si la tension qui se rétablit entre électrodes après l'interruption du courant est à tout moment supérieure à la tension transitoire de rétablissement (TTR) imposée par le réseau. En cas d'échec de la tenue de la TTR ou la tension rétablie à fréquence industrielle (50 Hz ou 60 Hz) on parle généralement de réamorçage et dans quelques particuliers de réallumage (voir coupure de courants capacitifs et coupure de courants de charges inductives). Un réamorçage thermique (en anglais thermal restrike) se produit pendant les premières micro-secondes après la coupure du courant alors qu'un réamorçage diélectrique (en anglais dielectric restrike) se produit plusieurs centaines de micro-secondes après l'instant de coupure.

### Durée d'arc

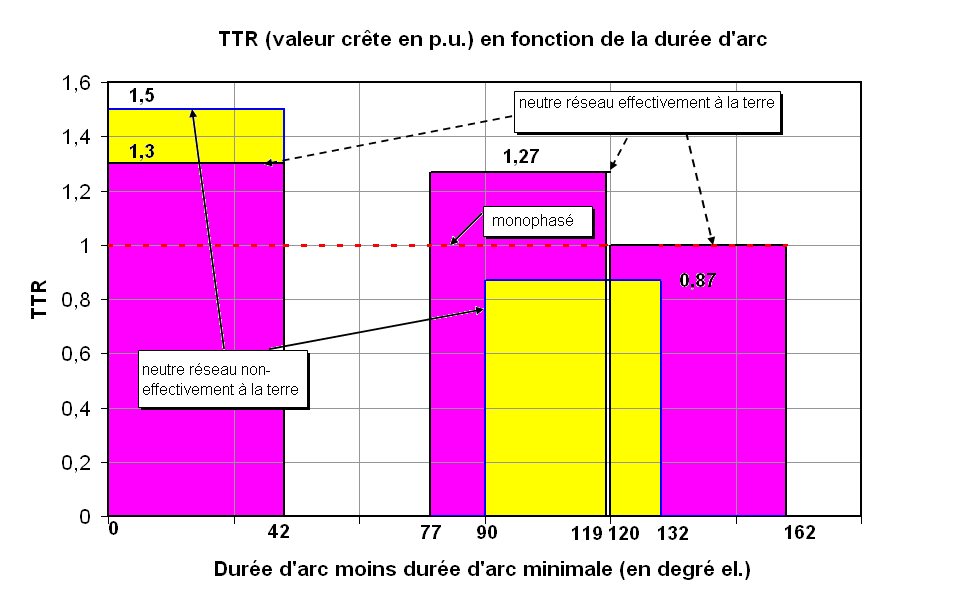
Figure 3 -TTR du défaut aux bornes en fonction de la différence entre durée d'arc et durée d'arc minimale

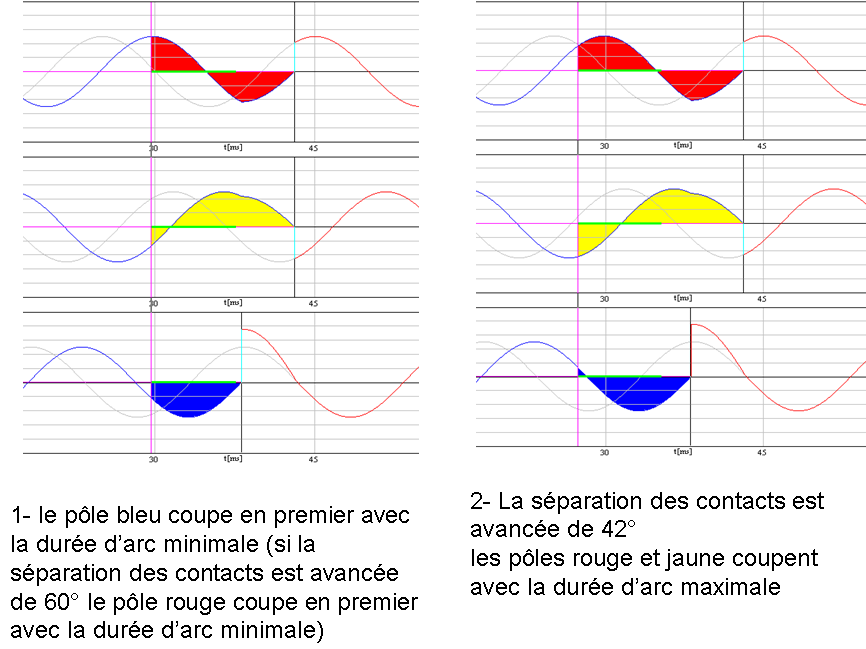
Figure 4 - Plage de durée d'arc en coupure de courants triphasés symétriques (neutre du réseau non effectivement à la terre)

La durée d'arc est l'intervalle de temps pendant lequel il y a un arc entre les contacts d'un disjoncteur. Dans le cas d'un défaut monophasé, elle est comprise entre l'instant de séparation des contacts et l'instant d'extinction de l'arc dans le pôle du disjoncteur qui coupe le courant. Dans le cas d'un défaut biphasé ou triphasé, selon la norme de disjoncteurs CEI 62271-100, la durée d'arc est l'intervalle de temps entre l'instant du premier début d'un arc et l'instant de l'extinction finale de l'arc sur tous les pôles.
Les essais de coupure en court-circuit (défaut aux bornes, défaut en ligne et discordance de phases) doivent démontrer la capacité de coupure du disjoncteur avec des durées d'arc minimale, maximale et intermédiaire. La durée d'arc minimale, la plus courte pour laquelle le disjoncteur peut couper, varie d'un disjoncteur à l'autre, de la technique de coupure et sont généralement fonction de l"amplitude du courant à couper. L'intervalle entre la durée d'arc maximale et la durée d'arc minimale est spécifiée par la norme, elle est fonction du type de défaut (monophasé ou triphasé) et du régime de neutre du réseau.
Sur la figure 3, les trois rectangles remplis en violet donnent les durées d'arc et valeurs crêtes de TTR dans le cas d'une coupure triphasée dans un réseau à neutre effectivement à la terre (typiquement pour des tensions assignées supérieures ou égales à 145 kV. Les rectangles correspondent de gauche à droite à la coupure des première, deuxième et troisième pôle qui coupent.
Les rectangles remplis en jaune donnent les informations dans le cas d'une coupure triphasée dans un réseau à neutre non-effectivement à la terre.
Pour une fréquence industrielle égale à 50 Hz, la durée d'une alternance de courant est égale à 10 ms, cette sinusoïde correspond à 180° (degré électrique). Par suite la norme CEI 62271-100 indique les angles en degré, 1 ms  correspondant à 18° pour un réseau à 50 Hz (et 0,83 ms à 18° pour un réseau à 60 Hz).
L'intervalle de durée d'arc possible de 42°  pour chaque pôle qui coupe s'explique par le fait qu'en triphasé un passage par zéro du courant se produit tous les 60°  (trois fois par alternance de 180°, un décalage de l'instant de séparation des contacts de 60° conduit nécessairement à la même durée d'arc du premier (et des autres) pôles qui coupe. 
Les normalisateurs ont choisi un intervalle maximal un peu inférieur à 60°  et ont pris 42° (soit 60° moins 1 ms à 50 Hz). La figure 4 montre un exemple de durées d'arc minimale et maximale dans le cas d'un réseau avec neutre non effectivement à la terre.

### Moyens de mesure
Lors des essais il est nécessaire d'enregistrer le courant, la tension aux bornes du (ou des) pôle(s) en essais, l'instant où l'ordre est donné au disjoncteur, le déplacement des contacts, et d'autres enregistrements qui permettront d'analyser les résultats d'essais (e.g. la surpression dans un cylindre de soufflage). Dans les années 1970, ces enregistrements étaient faits sur papier UV ou sur oscilloscopes. Par la suite des analyseurs transitoires ont été utilisés, actuellement les mesures sont faites de manière digitale ce qui permet de faire une détermination automatique des résultats d'essais, de stocker les enregistrements sur ordinateur avec des possibilités d'analyse ultérieure.

## Établissement et coupure de courants capacitifs

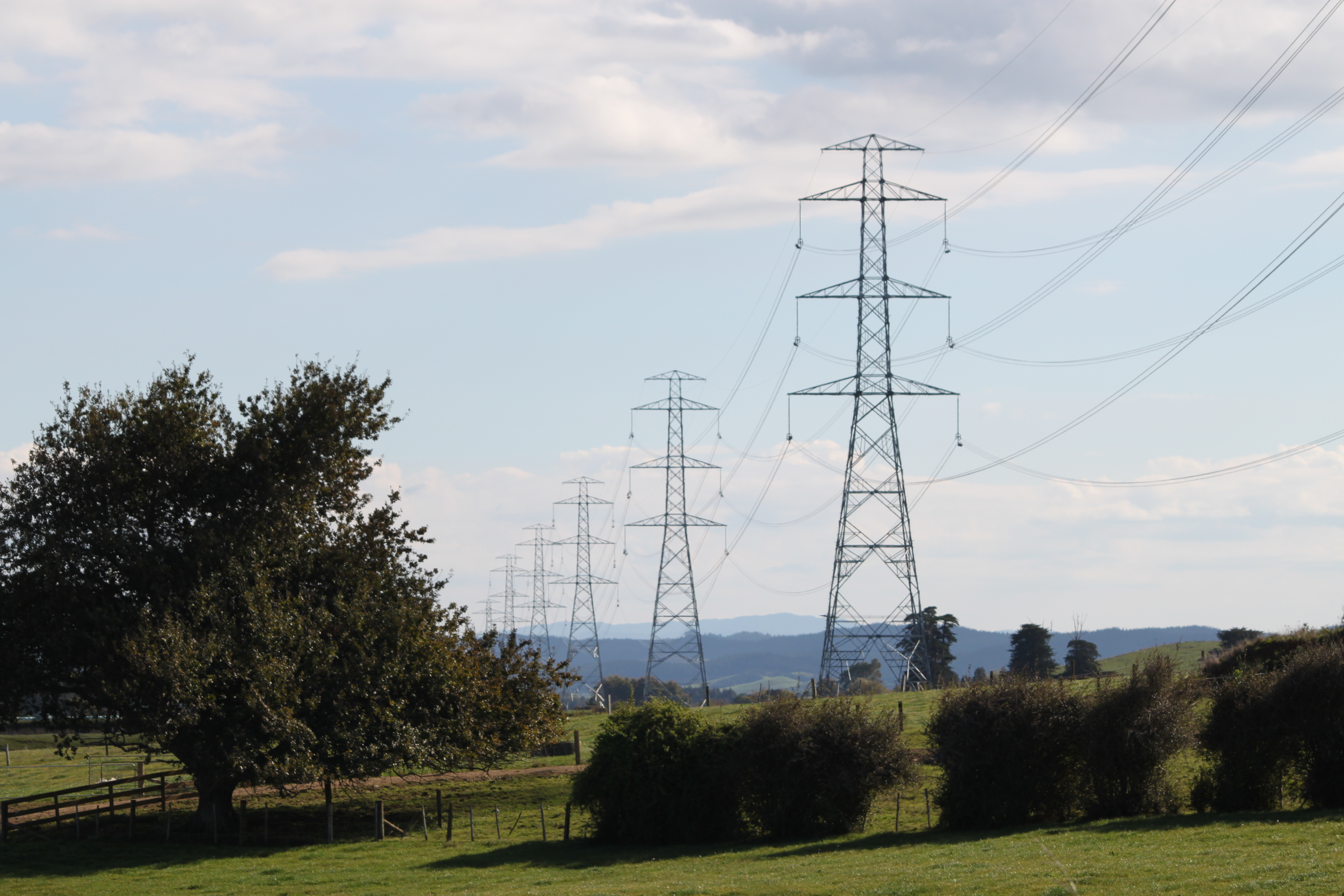
Ligne aérienne de transmission

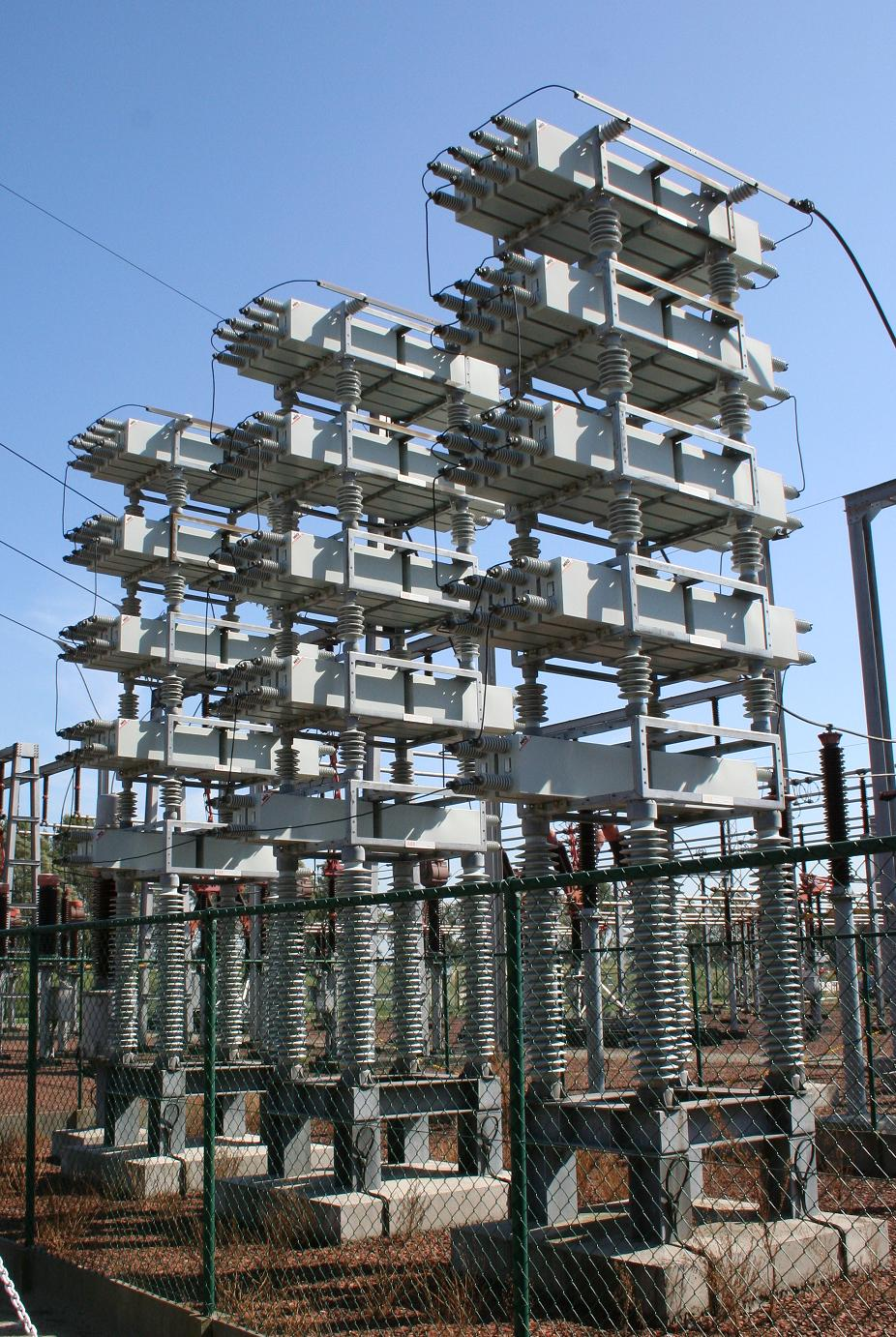
Batterie de condensateurs 150 kV

L’établissement et la coupure  de courants capacitifs sont des opérations normales que doivent effectuer pratiquement tous les disjoncteurs à haute tension. Les cas les plus typiques d'application sont les mises sous tension et hors tension de lignes à vide (circuit ouvert à son autre extrémité), de câbles à vide et de batteries de condensateurs.

### Essais de coupure (mise hors tension)
Les contraintes liées à la tenue de la tension rétablie en coupure de courants capacitifs sont présentées au chapitre Circuit capacitif de l'article connexe sur la tension transitoire de rétablissement.
Une distinction est faite dans les normes CEI et ANSI/IEEE entre les deux cas possibles de claquage diélectrique/échec de la tenue à la tension rétablie :
- Jusqu’à et y compris un quart de période après l’instant de coupure : il s’agit d’un réallumage. Il n’y a pas de limitation du nombre de réallumages lors d’essais normalisés car un réallumage ne produit pas de surtension.
- Plus d’un quart de période après l’instant de coupure : il y a réamorçage de l’appareil. Le nombre de réamorçages en essais ne doit pas dépasser une valeur définie dans les normes car un réamorçage produit une surtension sur le réseau.

Les normes CEI et ANSI/IEEE, harmonisées dans ce domaine, définissent les essais pour deux classes C1 et C2 de disjoncteurs qui ont respectivement une faible probabilité de réamorçage ou une très faible probabilité de réamorçage, 
Les disjoncteurs de classe C2 ont un niveau de performance supérieur, exigé habituellement pour des tensions assignées supérieures à 72,5 kV, car:
- le nombre d'essais est le double de celui spécifié pour la classe C1,
- les essais sont effectués sur un appareil usé par trois coupures préalable d'un courant de court-circuit égal à 60 % de son pouvoir de coupure, alors que les essais de la classe C1 sont effectués sur un appareil neuf.

À titre d'exemple, pour des essais monophasés de coupure de courant de lignes à vide le nombre d'essais est égal à 48 pour la classe C1 et 96 pour la classe C2.
Les essais les plus sévères sont obtenus avec la durée d'arc minimale du disjoncteur (voisine de 1 ms) car dans cette condition la tension maximale est appliquée pour la plus faible distance possible entre contacts. Par suite, la norme exige qu'un fort pourcentage d'essais soit effectué avec la durée d'arc minimale.
Lorsque des essais sont effectués en monophasé, en substitution aux essais triphasés qui ne sont pas toujours réalisables en haute tension, la tension d'essai doit être égale à la tension phase-terre multipliée par :
- 1 ou 1,4 dans le cas de câbles à vide, suivant le type de câble et régime de neutre du réseau,
- 1,2 ou 1,4 dans le cas de lignes à vide[10],
- 1 dans le cas de batteries de condensateurs avec neutre à la terre et un réseau avec neutre effectivement à la terre,
- 1,4 dans le cas de batteries de condensateurs à neutre isolé ou de réseaux à neutre non effectivement à la terre.

### Essais d'établissement de courant (mise sous tension)
La mise sous tension de lignes à vide, de câbles à vide et d'une batterie de condensateur unique n'est pas contraignante pour un disjoncteur à haute tension, par suite le courant établi (courant d'appel) n'est pas spécifié.
Dans le cas de batteries de condensateurs dos-à-dos, des essais d'établissement de courant doivent être effectués pour démontrer la capacité d'un disjoncteur à effectuer de nombreuses manœuvres d'établissement, puis de coupure, avec un courant d'appel dont la valeur crête spécifiée est égale à 20 kA et la fréquence égale à 4 250 Hz. Plusieurs méthodes existent pour limiter l'amplitude du courant d'appel et les surtensions à la mise sous tension de batteries de condensateurs dos-à-dos, la plus efficace étant la manœuvre synchronisée.

## Établissement et coupure de courants de défaut aux bornes

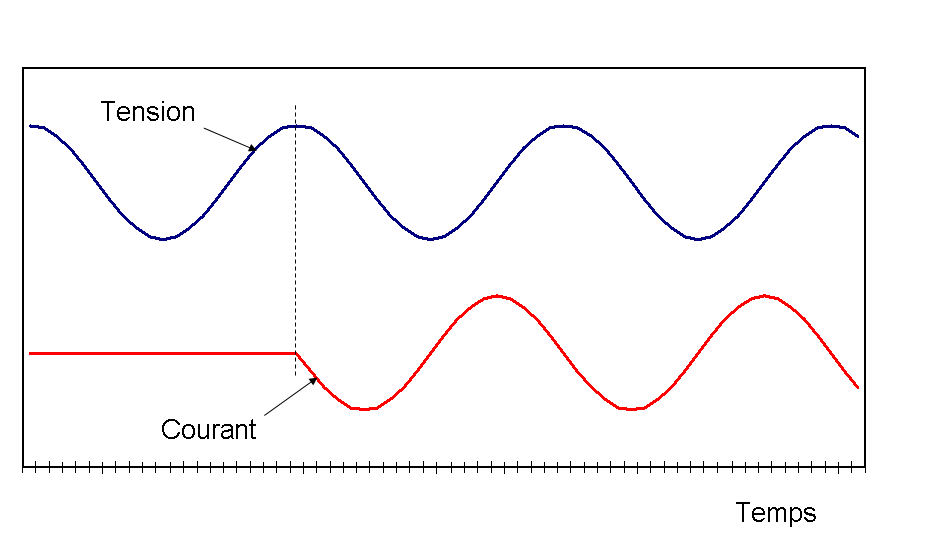
Figure 5: courant symétrique

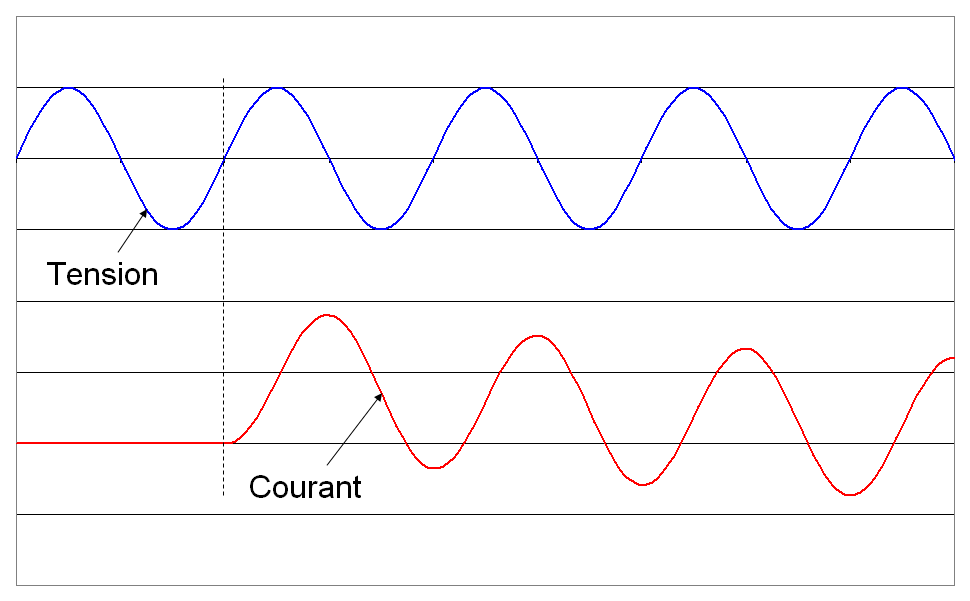
Figure 6: courant asymétrique

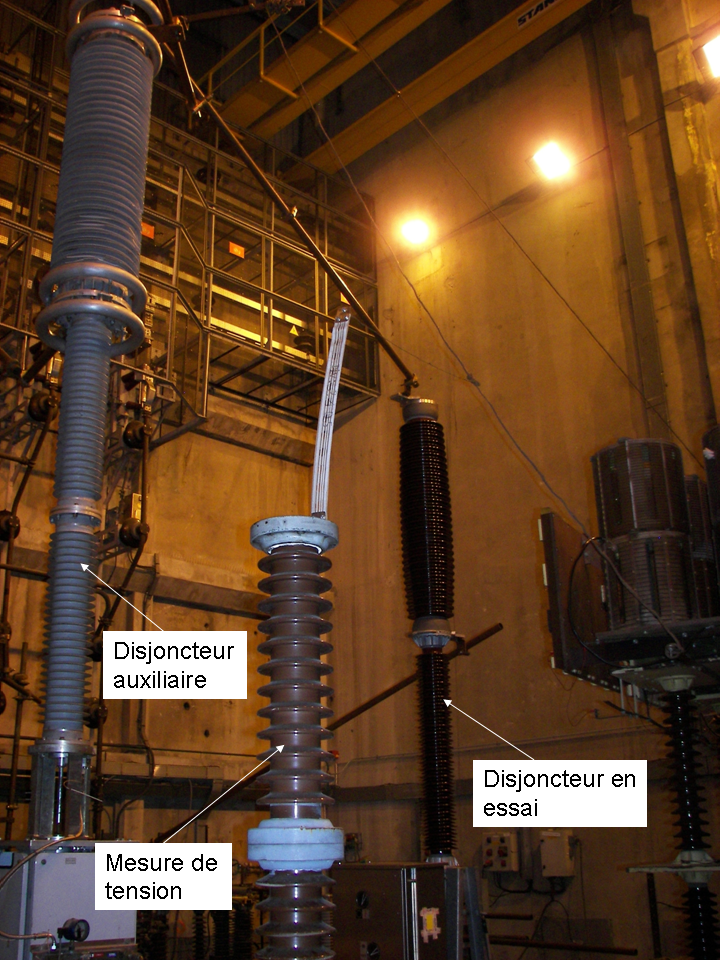
Disjoncteur en essai de coupure de défaut aux bornes dans les laboratoires du CERDA (France)

### Démonstration du pouvoir d'établissement et de coupure en défaut aux bornes
Pour démontrer la capacité du disjoncteur à éliminer des défauts triphasés, la norme CEI 62271-100 spécifie quatre séquences d'essais avec un courant symétrique égal à 10 % ; 30 %, 60 % et 100 % du pouvoir de coupure en court-circuit et une tension rétablie définie en fonction du type de réseau (neutre effectivement ou non à la terre). Le courant est dit symétrique lorsque les alternances positives et négatives ont la même amplitude (à une tolérance près). 
Afin d'identifier clairement les séquences d'essais dans les rapports d'essais, elles sont appelées respectivement T10, T30, T60 et T100s.
La vitesse de rétablissement de tension (ou vitesse d'accroissement de la tension rétablie: VATR) diminue lorsque le courant augmente, la valeur normalisée est respectivement égale à 7 kV/µs, 5 kV/µs, 3 kV/µs et 2 kV/µs pour les séquences T10, T30, T60 et T100s. Les paramètres VATR et courant variant en sens opposé il n'est pas possible d'indiquer à priori qu'une séquence d'essais est plus sévère qu'une autre.
Pour chaque séquence d'essais le disjoncteur doit effectuer sa séquence de manœuvre assignée avec trois coupures et deux établissements du courant de défaut. 
La norme CEI 62271-100 spécifie aussi une 5e séquence d'essais avec un courant asymétrique, tel qu'illustré sur la figure 6, avec une composante périodique égale à 100 % du pouvoir de coupure du disjoncteur et une composante apériodique qui dépend de la durée d'ouverture du disjoncteur (intervalle de temps entre l'instant où est donné l'ordre d'ouverture et l'instant de séparation des contacts). Cette séquence d'essais appelée T100a comprend trois manœuvres d'ouverture.
La composante apériodique à la séparation des contacts est exprimée en pourcentage de la composante périodique. Le pourcentage d'asymétrie est donné par la formule :
- Pourcentage d'asymétrie = 100 x {\displaystyle \exp(-(to+tr)/tau)} , avec
  - to = durée d'ouverture du disjoncteur
  - tr = durée relais (prise égale à un demi cycle, soit 0,01 s pour un réseau 50 Hz)
  - tau = constante de temps de décroissance de la composante apériodique ; la valeur normalisée est 0,045 s [12]

Les contraintes de coupure liées à la tenue de la tension rétablie en coupure de courants de défaut aux bornes sont présentées au chapitre Coupure de défaut aux bornes de l'article connexe sur la tension transitoire de rétablissement.
Selon la norme CEI 62271-100, la capacité du disjoncteur à fermer sur court-circuit doit être démontrée par deux fermetures avec le courant de court-circuit assigné au disjoncteur :
- une avec la valeur maximale de la première crête de courant (asymétrie maximale)
- une avec un courant symétrique et la durée de préarc maximale (lorsque le disjoncteur ferme sous tension, un arc est amorcé entre contacts avant que ces derniers se touchent, la durée de préarc est la durée pendant laquelle il y a un arc entre contacts).

L'amplitude du courant crête maximal à la fermeture est spécifié par les normes en fonction du pouvoir de coupure en court-circuit du disjoncteur (Isc) :
- 2.5 fois Isc pour un réseau à 50 Hz
- 2.6 fois Isc pour un réseau à 60 Hz
- 2.7 fois Isc dans le cas particulier de réseaux avec une constante de temps (L/R) supérieure à la valeur standard (45 ms)

Les essais d'établissement et de coupure de défaut aux bornes devraient être effectués en triphasé, en pratique seuls les disjoncteurs de tension assignée inférieure ou égale à 145 kV peuvent être essayés de cette manière ; des essais monophasés de substitution sont effectués pour les disjoncteurs de tension supérieure.

### Essais de coupure de défaut monophasé ou de double défaut à la terre
En complément des essais de coupure de défauts triphasés, la norme CEI 62271-100 exige la démonstration du pouvoir de coupure dans les deux cas suivants:
- défaut monophasé à la terre dans un réseau avec neutre effectivement à la terre (dans certains cas la démonstration peut être combinée avec celle du pouvoir de coupure de défauts triphasés),
- double défaut à la terre dans un réseau à neutre non-effectivement à la terre (un défaut en amont d'un pôle et un défaut en aval d'un autre pôle). Le disjoncteur doit couper sous la tension entre phases un courant égal à 87 % de son pouvoir de coupure en court-circuit.

### Cas particulier des défauts alimentés par un transformateur
La tension rétablie en coupure de courants de défauts alimentés par un transformateur est présentée au chapitre Coupure de courant de défaut limité par un transformateur de l'article connexe sur la tension transitoire de rétablissement.
La capacité de coupure des courants de défauts alimentés par un transformateur est normalement démontrée par les essais de défaut aux bornes T10 et T30. Dans le cas particulier où la liaison entre le transformateur et le disjoncteur a une très faible capacité, la norme CEI prévoit, pour les tensions assignées inférieures à 100 kV et celles supérieures à 800 kV, des essais avec une vitesse de rétablissement de tension plus élevée que celle spécifiée pour les séquences d'essais de défaut aux bornes T10 et T30.

## Coupure de courants de défaut proche en ligne

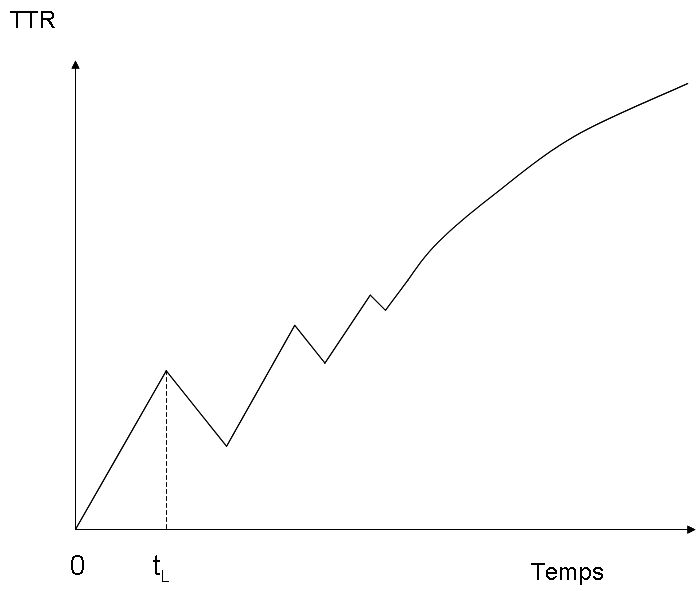
Figure 7 - TTR dans le cas d'un défaut proche en ligne.

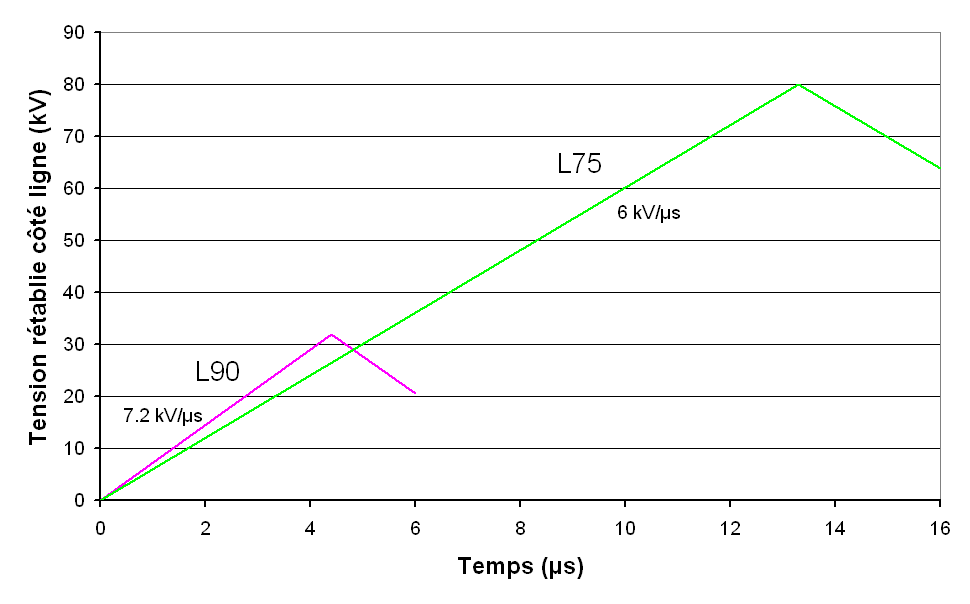
Figure 8 - Comparaison de tensions rétablies (côté ligne) en coupure de défaut en ligne avec 90 % (L90) et 75 % (L75) du pouvoir de coupure en court-circuit

Les essais de type de coupure de défaut en ligne sont spécifiés au chapitre 6.109 de la norme CEI 62271-100.
Les contraintes de coupure liées à la tenue de la tension rétablie en coupure de courants de défaut proche en ligne sont présentées au chapitre Coupure de défaut proche en ligne de l'article connexe sur la tension transitoire de rétablissement (TTR).
La TTR est caractérisée par une vitesse de rétablissement de tension qui est proportionnelle au courant de défaut (plus précisément à sa pente avant l'instant de coupure). Par contre, la valeur crête de cette TTR diminue lorsque le courant de défaut augmente car un courant élevé est associé à une longueur de ligne en défaut courte et donc à une faible tension aux bornes de cette portion de ligne. 
À titre d'exemple, la figure 7 montre la tension rétablie côté ligne lorsqu'un disjoncteur 245 kV 40 kA coupe un défaut proche en ligne avec un courant égal à 90 % ou 75 % de son pouvoir de coupure en court-circuit. On peut voir sur cet exemple que la vitesse de rétablissement de tension (7,2 kV/µs) est plus élevée lorsque le courant est plus élevé (90 % du pouvoir de coupure), par contre l'amplitude de la tension rétablie est plus faible (32 kV).
Il existe une longueur de ligne en défaut critique pour un type de disjoncteur donné. Pour un disjoncteur au SF6 la condition d'essai la plus sévère est habituellement avec un courant de défaut proche en ligne voisin de 90 % de son pouvoir de coupure. Pour un disjoncteur à air comprimé la condition la plus sévère est avec un courant proche de 75 % du pouvoir de coupure.
La norme CEI spécifie deux séquences d'essais obligatoires pour les disjoncteurs connectés directement à une ligne aérienne. Les séquences L90 et L75 sont effectuées en monophasé avec un courant égal respectivement à 90 % et 75 % du pouvoir de coupure en court-circuit du disjoncteur.
Une séquence d'essais additionnelle L60, avec 60 % du pouvoir de coupure en court-circuit, doit être effectuée si la durée d'arc minimale pendant la séquence L75 est plus longue d'au moins un quart de cycle par rapport à celle obtenue lors de la séquence L90.
Les essais sont effectués en monophasé avec démonstration de la plage de durées d'arc exigée et avec une vitesse de rétablissement de tension qui couvre tous les cas possibles de défaut en ligne (monophasé, biphasé et triphasé). selon CEI, le disjoncteur doit effectuer sa séquence de manœuvre assignée, soit donc trois coupures avec les durées d'arc minimale, maximale et intermédiaire.
La réussite aux essais de type démontre que le disjoncteur a la performance exigée en coupure de défaut proche en ligne ; des mesures de courant et tension au voisinage de l'instant de coupure et une analyse de ces mesures en essai par modèles d'arc permettent de déterminer plus précisément le pouvoir de coupure du disjoncteur et de faire des extrapolations à d'autres conditions d'essais.
L'impédance caractéristique normalisée de la ligne est égale à 450 Ohm. Par suite la vitesse de rétablissement de tension côté ligne (en kV/µs) est égale à 0.2 (ou 0.24) fois la valeur efficace du courant de défaut (en kA) à 50 Hz (ou 60 Hz). À titre d'exemple, pour la séquence L90 d'un disjoncteur  40 kA à 50 Hz la vitesse de rétablissement de tension est égale à 0.2 x 0.9 x 40 = 7,2 kV/µs.
L'amplitude de la première crête de tension, due à la variation de tension côté ligne, est égale au produit de la tension phase-terre (en valeur crête) {\displaystyle U{\sqrt {2}} \over {\sqrt {3}}\,}  (où U est la tension entre phases) par :
- 0,16 pour la séquence d'essais L90
- 0,40 pour la séquence d'essais L75.

Pour un disjoncteur 245 kV, la variation de la tension côté ligne est ainsi égale à 32 kV (L90) et 80 kV (L75). 
Pour avoir la valeur crête de la TTR il faut ajouter la variation de la tension côté alimentation (ou source). Dans le cas d'un défaut proche en ligne L90 d'un disjoncteur 245 kV 40 kA 50 Hz :
- (1) durée jusqu'à la crête de tension côté ligne : TL = 32 kV / 7,2 kV/µs = 4,4 µs
- (2) durée d'accroissement de tension côté alimentation :il faut retrancher un temps de retard normalisé de 2 µs, soit 2,4 µs
- (3) vitesse de rétablissement de tension côté alimentation: elle est de 2 kV/µs avec le courant maximal de court-circuit (40 kA ) et elle est proportionnelle au courant, par suite lors du défaut en ligne avec 90 % de Isc elle vaut 0.9 x 2 kV/µs = 1,8 kV/µs
- (4) contribution à la TTR côté ligne : produit de la vitesse de rétablissement de tension par la durée données respectivement par (3) et (2), soit  1.8 x 2.4 = 4,3 kV
- (5) valeur crête de la TTR, somme des contributions côte ligne et alimentation : 32 + 4.3 = 36,3 kV

La vitesse d'accroissement de la tension aux bornes du disjoncteur (VATR) est obtenue à partir de (5) et (1) : 36,3/4,4 = 8,2 kV/µs

## Établissement et coupure de courants en discordance de phases
La difficulté de la coupure en discordance de phases est essentiellement due au fait que la valeur de crête de la tension rétablie est très élevée, par contre le courant de défaut est relativement réduit car égal seulement à 25 % du pouvoir de coupure du disjoncteur en court-circuit.
Les contraintes de coupure liées à la tenue de la tension rétablie en coupure de courants en discordance de phases sont présentées au chapitre Coupure en discordance de phases de l'article connexe sur la tension transitoire de rétablissement.
Des essais monophasés de substitution aux essais triphasés sont généralement effectués. Pour les essais de coupure, la tension d'essai est égale à la tension phase-terre du réseau multipliée par :
- 2,0 pour les réseaux à neutre effectivement à la terre ;
- 2,5 pour les réseaux à neutre non-effectivement à la terre.

Sauf exception, une seule séquence d'essais (OP2) est spécifiée avec un cycle de manœuvre d'établissement-coupure et deux autres coupures. Comme pour les autres essais de coupure en court-circuit, les trois essais de coupure doivent démontrer la plage de coupure du disjoncteur (durées d'arc minimale, maximale et intermédiaire).
Selon la norme CEI 62271-100, l'essai de fermeture (établissement du courant) doit être fait avec un courant établi symétrique (Figure 5) et la durée de préarc maximale. La tension d'essai (en monophasé) est égale à deux fois la tension phase-terre du réseau.

## Coupure de courants de charges inductives
Les contraintes de coupure liées à la tenue de la tension rétablie en coupure de courants de charges inductives sont présentées au chapitre Coupure de charges inductives de l'article connexe sur la tension transitoire de rétablissement.
Les essais selon CEI sont spécifiés dans la norme CEI 62271-110. Les conditions d'essais pouvant être sensiblement différentes de celles obtenues dans une condition de service donnée, les essais normalisés ont essentiellement pour but de déterminer :
- le facteur d'arrachement de courant du disjoncteur ;
- les durées d'arc pour lesquelles le disjoncteur coupe sans réallumage de l'arc.

À partir de ces informations, il est possible de calculer la surtension maximale provoquée par le disjoncteur pour une application donnée et la plage de durées d'arc qui est admissible pour des manœuvres synchronisées (avec un contrôleur qui permet d'effectuer des mises hors tension de la charge avec une plage de durée d'arc choisie pour éviter des réallumages).

### Réactances shunt
Quatre séquences d'essais sont spécifiées pour la manœuvre de réactance shunt, avec des courants définis dans deux gammes de tensions :
- 630 A et 200 A pour 52 kV et 72,5 kV ;
- 315 A et 100 A pour des tensions assignées supérieures ou égales à 100 kV.

Quatre séquences d'essais sont spécifiées avec au total 50 coupures en essais triphasés ou 68 coupures en essais monophasés.

### Moteurs à haute tension
Quatre séquences d'essais sont spécifiées avec les combinaisons de deux circuits d'alimentation et deux circuits de charge qui simulent le moteur à haute tension. L'appareil doit couper des courants voisins de 100 A et 300 A.
Vingt essais d'établissement-coupure doivent être effectués en triphasé.

## Cas particulier des disjoncteurs de générateur

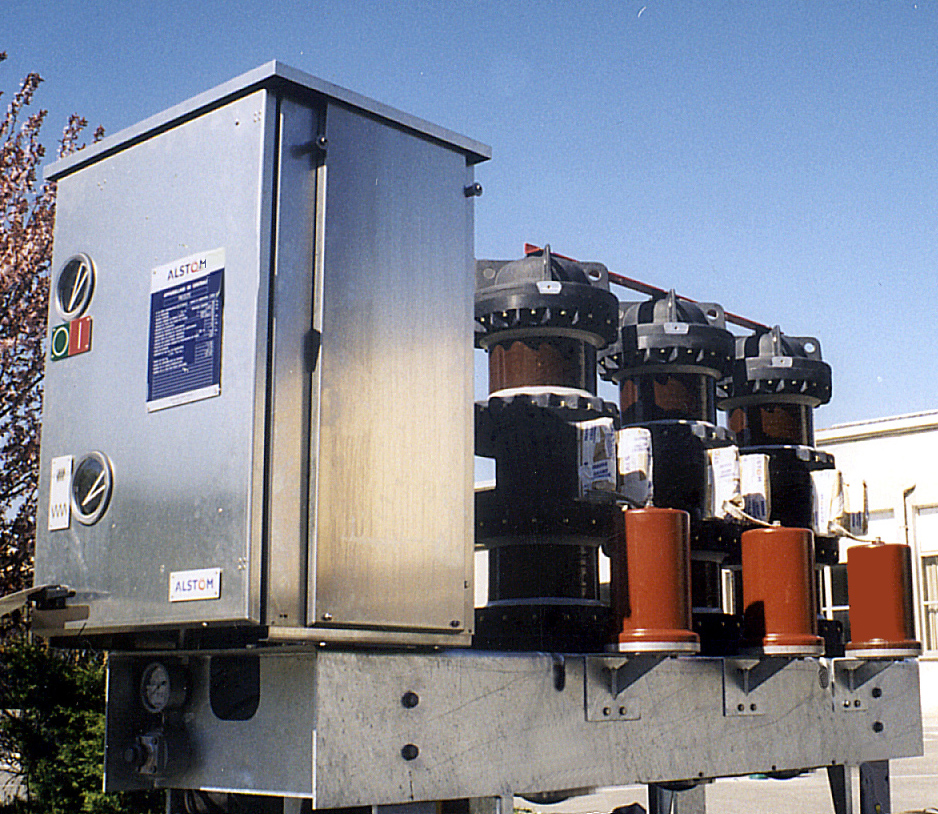
Disjoncteur de générateur 17.5 kV 63 kA avec son organe de manœuvre au premier plan

Pour les disjoncteurs de générateurs, installés entre l'alternateur et le transformateur élévateur, les essais d'établissement et de coupure sont spécifiés par la norme IEEE C37.013. Cette norme fait l'objet d'une révision par un groupe de travail commun à la CEI et IEEE. 
Deux cas de court-circuit sont pris en compte:
- un défaut alimenté par le réseau ;
- un défaut alimenté par l'alternateur.

### Défaut alimenté par le réseau
Ce cas de défaut conduit au courant de court-circuit le plus élevé. La constante de temps de décroissance de la composante apériodique est égale à 133 ms, par suite la puissance produite dans l'arc est très élevée en coupure de courants asymétriques.
La vitesse de rétablissement de tension est trois à cinq fois plus rapide que celle qui est spécifiée pour les disjoncteurs de distribution dans la norme CEI 62271-100, elle dépend essentiellement de la fréquence naturelle du transformateur élévateur.
Le disjoncteur doit effectuer :
- deux séquences d'établissement-coupure avec un courant symétrique à la coupure et établir une fois un courant égal à son pouvoir de fermeture en court-circuit (2.74 x Isc) ;
- deux séquences d'établissement-coupure avec fermetures à vide et le courant asymétrique spécifié à la coupure.

### Défaut alimenté par un alternateur
La composante périodique (a.c.) du courant de court-circuit décroît avec la constante de temps sub-transitoire et transitoire de l’alternateur alors que la composante apériodique (d.c.) décroît avec une constante de temps plus longue. Par suite, le disjoncteur doit être capable d'éliminer un défaut avec passage par zéro retardé du courant. Une modélisation de l'arc de disjoncteur, validée par des essais en vraie grandeur, permettent de démontrer la capacité d'un disjoncteur à couper dans ces conditions. Les disjoncteurs SF6 éliminent plus rapidement un court-circuit avec passage par zéro retardé grâce à leur tension d'arc élevée.
Le disjoncteur doit être capable de couper un courant asymétrique égal à 100 % et 74 % de son pouvoir de coupure (de court-circuit alimenté par l'alternateur) avec respectivement 110 % et 130 % d'asymétrie.

## Essais synthétiques

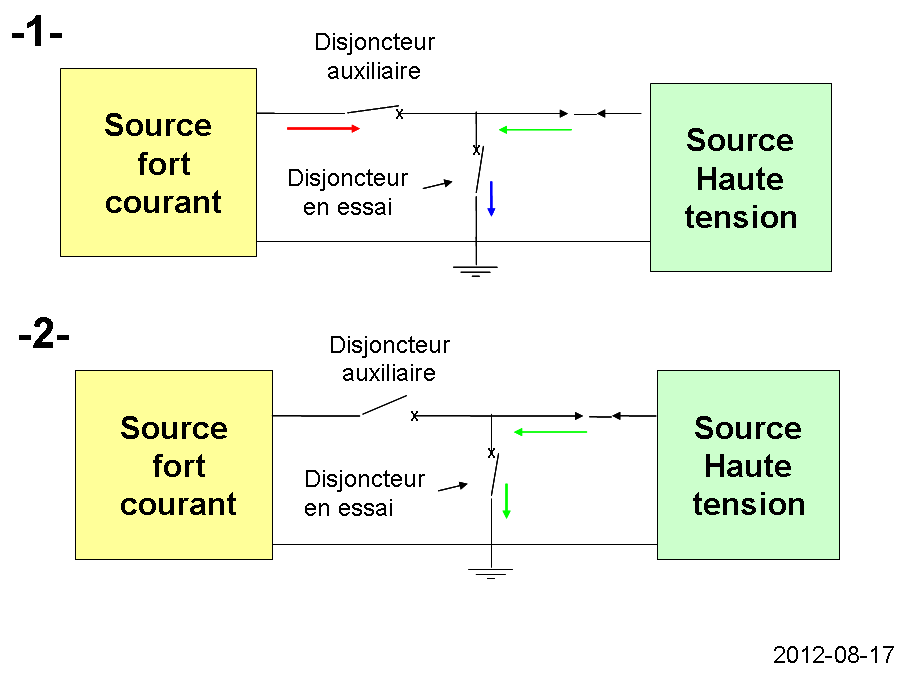
Figure 9 - Principe des essais synthétiques par injection de courant.

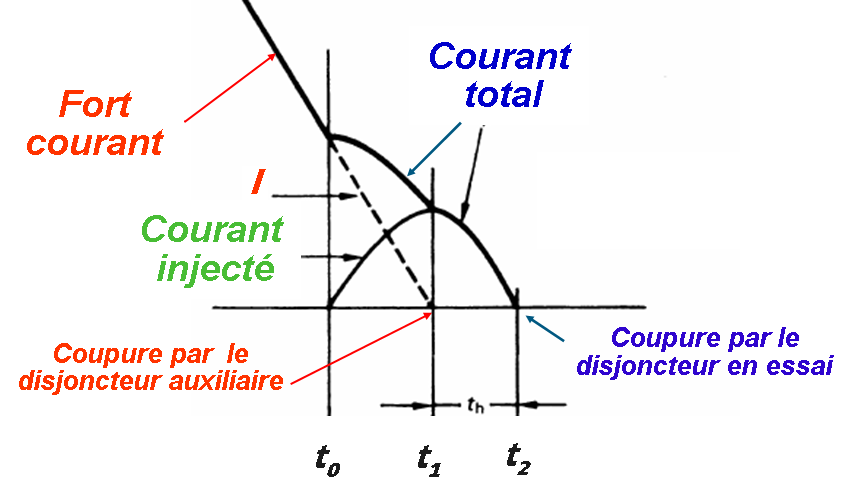
Figure 10 - Détail de l'injection de courant.

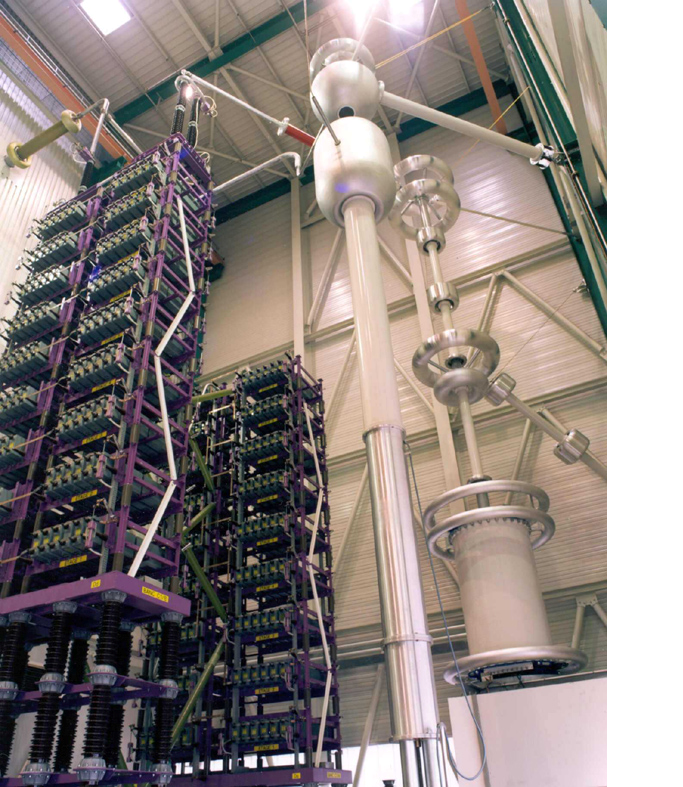
Figure 11 - Laboratoire d'essais synthétiques du CERDA (Villeurbanne, France)

### Essais d'établissement et de coupure de courants de court-circuit
Dès les années 1960 il est devenu nécessaire de développer une nouvelle méthode d'essai car le pouvoir de coupure en court-circuit des disjoncteurs haute tension est devenu bien supérieur à la puissance qui peut être délivrée par des alternateurs.
Pour une coupure, la méthode d’essais synthétiques consiste à délivrer le courant de court-circuit et la tension par deux sources séparées. Dans un premier temps un (ou des) alternateur(s) délivre(nt) le courant de court-circuit ;  à l'instant de coupure du courant, une source de tension délivre la tension transitoire de rétablissement et la tension rétablie.
La figure 9 montre de manière schématique ce qui se passe au voisinage de l'instant de coupure. L'arc du disjoncteur en essai est alimenté par le circuit fort courant et par le courant injecté délivré par la source haute tension. Ensuite (vue du bas) le fort courant est interrompu par le disjoncteur auxilaire, l'arc du disjoncteur en essai est seulement alimenté par le courant injecté par la source haute tension. Le disjoncteur en essai coupe le courant injecté lorsqu'il passe par zéro (figure 10), la tension rétablie aux bornes du disjoncteur est alors délivrée par la source haute tension.
Pour donner des résultats équivalents aux essais directs (avec une seule source de courant et tension) les essais synthétiques doivent respecter les exigences données dans la norme CEI 62271-101. L'exigence essentielle à respecter est d'avoir une pente du courant à l'instant de coupure lors d'un essai syntéhtique qui soit égale à celle d'un essai direct.
Les essais synthétiques peuvent être effectués en monophasé ou en triphasé, dans ce dernier cas il faut disposer de deux sources de tension.
Des essais particuliers sont applicables à certains disjoncteurs sous enveloppe métallique (GIS ou Dead Tank) ayant plusieurs chambres de coupure en série par pôle ou les trois pôles dans une enveloppe unique afin de reproduire les contraintes diélectriques entre les parties actives sous tension et l'enveloppe métallique qui est au potentiel de la terre.
Avec le développement de réseaux à ultra haute tension (tension supérieure à 800 kV), il a été nécessaire de créer de nouveaux schémas d'essais synthétiques permettant de tester un pôle complet de disjoncteurs 1 100 kV et 1 200 kV.
Une fermeture sur court-circuit peut aussi être effectué en synthétique, avec tout d'abord l'application de la pleine tension jusqu'à l'instant d'amorçage de l'arc entre contacts, ensuite un deuxième circuit délivre le courant de court-circuit sous une tension réduite.

### Essais de coupure de courants capacitifs
La source haute tension d'un laboratoire d'essais synthétiques peut aussi être utilisée pour réaliser les essais de coupure de courants capacitifs, la puissance étant fournie par une batterie de condensateurs pré-chargée. Dans ce cas tous les composants (self inductances, capacités, résistances, chargeur de condensateur, éclateur..) sont dans un seul laboratoire et il n'est pas nécessaire d'utiliser un alternateur. Cette méthode, dite par circuit oscillant, permet d'obtenir une fréquence de rétablissement de tension dans une gamme assez large (en pratique les valeurs demandées vont de 50 Hz à 66 Hz).
Cette méthode d'essais ne permet pas de maintenir la tension rétablie pendant la durée exigée par les normes (300 ms) en raison des pertes dans le circuit LC qui fournit cette tension; pour démontrer la tenue de la tension pendant 300 ms il est nécessaire d'effectuer des essais complémentaires avec un autre circuit d'essais.

### Autres applications
Les équipements d'un laboratoire synthétiques peuvent avoir d'autres applications, par exemple pour tester la coupure d'un disjoncteur HVDC.
Ces moyens peuvent aussi être utilisés pour déterminer la caractéristique à vide d'un disjoncteur, c'est-à-dire la tension tension entre contacts en fonction du déplacement de la partie mobile pendant une manœuvre d'ouverture ou de fermeture.

## Laboratoires d'essais
Les principaux laboratoires d'essais qui effectuent des essais d'établissement et coupure de disjoncteurs à haute-tension font partie du STL (Short-circuit Testing Liaison). Parmi eux, la KEMA (à Arnhem), le CESI (à Milan), le laboratoire EDF des Renardières (à Moret-sur-Loing) et les laboratoires des principaux constructeurs de disjoncteurs à haute tension.
L'ESEF est le représentant français du STL. L'ESEF (Ensemble des Stations d'Essais à grande puissance Françaises) comprend notamment le laboratoire d'EDF aux Renardières et le CERDA qui appartient à Alstom (figure 11).